# Billboard Japan Music Awards
A Billboard Japan Music Awards (ビルボード・ジャパン・ミュージック・アワード) egy évente átadásra kerülő díj, mely a japán zeneipar az évi eredményeit hivatott elismerni. A díj két főbb, a „slágerlistás” és a „művész” kategóriákra van felosztva. Az előbbiben szereplő díjakat az előadók a Hanshin Contents Link által összeállított Billboard Japan slágerlistákon való teljesítménye alapján ítélik oda, míg az utóbbit internetes szavazással döntik el. A díjátadót először 2010-ben rendezték meg.

## Kategóriák
A „slágerlistás kategóriában” az az évi Billboard Japan slágerlistás szereplések, míg a „művész kategóriákban” a zenerajongók leadott szavazatai szerint osztják ki a díjakat.
Slágerlistás kategória
A kategóriák a Billboard Japan tizenegy (2009-ben és 2010-ben kilenc) slágerlistája szerint vannak felosztva.
- Billboard Japan Hot 100 of the Year (összesített kislemezlista)
- Billboard Japan Top Album of the Year (album eladási lista)
- Billboard Japan Hot 100 Airplay of the Year (rádiós játszási lista)
- Billboard Japan Hot 100 Singles Sales of the Year (kislemez eladási lista)
- Billboard Japan Adult Contemporary of the Year (rádiós játszási lista a 35 vagy annál idősebb közönség körében)
- Billboard Japan Digital and Airplay Overseas of the Year (nyugati rádiós játszási és digitális (iTunes Store) eladási lista, 2011-től)
- Billboard Japan Hot Animation of the Year (animékben hallható dalok slágerlistája, 2011-től)
- Billboard Japan Classical Albums of the Year (klasszikus zenei album eladási lista)
- Billboard Japan Jazz Albums of the Year (jazz album eladási lista)
- Billboard Japan Independent of the Year (független album eladási lista)
- Billboard Japan Overseas Soundtrack Albums (nyugati filmzenei album eladási lista)

Művész kategóriák
A nyerteseket internetes szavazás alapján döntik el. Öt (2009-ben négy) kategóriában lehet szavazni, az összesítve legtöbbet szavazatot kapott előadó kapja meg az Artist of the Year díjat.
- Billboard Japan Artist of the Year
- Billboard Japan Top Pop Artist
- Billboard Japan Jazz Artist of the Year
- Billboard Japan Classic Artist of the Year
- Billboard Japan Animation Artist of the Year
- Billboard Japan Independent Artist of the Year

## Díjátadó ünnepség
A díjátadó ünnepséget Tokióban, a Billboard Live Tokyo épületében tartják meg.
A díjátadót 2009-ben és a 2010-ben a Fuji TV Next, míg 2011-ben a TV Osaka televízióadó közvetítette. A televíziós sugárzás joga 2012-től a TXN adónál van.
| Év   | Műsorvezetők                            |
| ---- | --------------------------------------- |
| 2009 | Kamei Kjóko, Minami Mibu, Ogura Tomoaki |
| 2010 | Kamei Kjóko, Okada Maria, Ogura Tomoaki |
| 2011 | Chris Peppler, Jasio Keiko              |
| 2012 | Horan Csiaki, Mijake Júdzsi             |
| 2013 | Horan Csiaki, Mijake Júdzsi             |

| Év   | Fellépők |
| ---- | --- |
| 2009 | Nagyszínpad (Billboard Live Tokyo) Ai, Christopher Cross, Cudzsii Nobujuki, BoA, Judith Hill, Remioromen, Rock ’A’ Trench Kisszínpad (Canopy tér) After School, Akiko, Mamas Gun, Vamps |
| 2010 | 4Minute, Ai, Chaka Khan, Debbie Gibson, HY, J.A.M, Mizuki Nana, Nick Carter, Tada Aoi, Tee                                                                                              |
| 2011 | AK-69, AKB48, Bigmama, Gummy, Mijamoto Emiri, Mizuki Nana, T-ara |
| 2012 | Bigmama, Ieiri Leo, Junk Fujiyama, Meiko |
| 2013 | Kerakera, Golden Bomber, BiS, Fukuhara Miho, Maszuko Naozumi (Dohatten), Mutó Sóhei (Katteni-sijagare), Morning Musume                                                                  |

## Díjazottak

### 2009
- Slágerlistás kategória
  - Billboard Japan Hot 100 of the Year 2009: B’z – Icsibu
  - Billboard Japan Album of the Year 2009: Exile – Exile Ballad Best
  - Billboard Japan Hot 100 Airplay of the Year 2009: Rock ’A’ Trench – My SunShine　
  - Billboard Japan Hot 100 Singles Sales of the Year 2009: Akimoto Dzsunko – Ai no mama de…
  - Billboard Japan Adult Contemporary of the Year 2009: The Black Eyed Peas – I Gotta Feeling
  - Billboard Japan Jazz Albums of the Year 2009: Uehara Hiromi – Place to Be
  - Billboard Japan Classical Albums of the Year 2009: Cudzsii Nobujuki – Debut
  - Billboard Japan Overseas Soundtrack Albums of the Year 2009: Michael Jackson – This Is It
  - Billboard Japan Independent of the Year 2009: Flumpool – Unreal
- Különdíjak
  - US Billboard Publisher’s Award: Judith Hill, BoA
  - Billboard Japan Special Award (Rising International Artist): Vamps
  - Billboard Japan K-pop New Artist of the Year: After School
  - Billboard Japan New Artist of the Year: Júszuke
- Művész kategória
  - Artist of the Year: Exile
  - Top Pop Artists: Ai, Exile, Kobukuro, Remioromen
  - Jazz Artist of the Year: Akiko
  - Classical Artist of the Year: Cudzsii Nobujuki
  - Independent Artist of the Year: HY

### 2010
- Slágerlistás kategória
  - Billboard Japan Hot 100 of the Year 2010: Arasi – Troublemaker
  - Billboard Japan Album of the Year 2010: Exile – Aiszubeki mirai e
  - Billboard Japan Hot 100 Airplay of the Year 2010: Owl City – Fireflies
  - Billboard Japan Hot 100 Singles Sales of the Year 2010: Arasi – Troublemaker
  - Billboard Japan Adult Contemporary of the Year 2010: Maroon 5 – Misery
  - Billboard Japan Jazz Albums of the Year 2010: Norah Jones – The Fall
  - Billboard Japan Classical Albums of the Year 2010: Nodame Cantabile – Nodame Cantabile szaisú gakusó
  - Billboard Japan Overseas Soundtrack Albums of the Year 2010: Michael Jackson – This Is It
  - Billboard Japan Independent of the Year 2010: Lia/Tada Aoi – My Soul, Your Beats!/Brave Song
- Különdíjak
  - New Artist of the Year: Tee – Baby I Love You
  - International Collaboration Special Award: Chaka Khan, Ai
  - Korea Billboard Special Award: 4Minute
  - Daiwa House Special Award (Active Artist of the Year): HY
- Művész kategória
  - Artist of the Year: Exile
  - Top Pop Artists: AKB48, Exile, Mizuki Nana, Nisino Kana, Sid
  - Jazz Artist of the Year: J.A.M
  - Jazz Artist of the Year: Nodame Cantabile
  - Independent Artist of the Year: HY

### 2011
- Slágerlistás kategória
  - Billboard Japan Hot 100 of the Year 2011: AKB48 – Everyday, Katyusa
  - Billboard Japan Top Album of the Year 2011: Mr. Children – Sense
  - Billboard Japan Hot 100 Airplay of the Year 2011: Avril Lavigne – What the Hell
  - Billboard Japan Hot 100 Singles Sales of the Year 2011: AKB48 – Everyday, Katyusa
  - Billboard Japan Adult Contemporary of the Year 2011: Lady Gaga – Born This Way
  - Billboard Japan Digital and Airplay Overseas of the Year 2011: Lady Gaga – Born This Way
  - Billboard Japan Hot Animation of the Year 2011: Kanjani Eight – T.W.L
  - Billboard Japan Classical Albums of the Year 2011: Cudzsii Nobujuki – Kamiszama no karute: Cudzsii Nobujuki dzsiszaku-sú
  - Billboard Japan Jazz Albums of the Year 2011: Uehara Hiromi the Trio Project feat. Anthony Jackson & Simon Phillips – Voice
  - Billboard Japan Independent of the Year 2011: AK-69 – The Red Magic
  - Billboard Japan Overseas Soundtrack Albums of the Year 2011: Binan (ikimen) deszu ne
- Különdíjak
  - New Artist of the Year: Kaoru to Tomoki, tamani Mook – Maru maru mori mori!
  - US Billboard Publisher’s Award: Juki Szaori
  - Korea Billboard Special Award: Gummy
  - Daiwa House Special Award (Active Artist of the Year): Bigmama
- Művész kategória
  - Artist of the Year: AKB48
  - Top Pop Artists: AKB48, Avril Lavigne, Juju, T-ara, TVXQ
  - Jazz Artist of the Year: Uehara Hiromi
  - Classic Artist of the Year: Mijamoto Emiri
  - Animation Artist of the Year: Mizuki Nana
  - Independent Artist of the Year: AK-69

### 2012
- Slágerlistás kategória
  - Billboard Japan Hot 100 of the Year 2012: AKB48 – Manacu no Sounds Good!
  - Billboard Japan Top Album of the Year 2012: Mr. Children – Mr. Children 2005-2010: Macro
  - Billboard Japan Hot 100 Airplay of the Year 2012: Carly Rae Jepsen – Good Time with Owl City
  - Billboard Japan Hot 100 Singles Sales of the Year 2012: AKB48 – Manacu no Sounds Good!
  - Billboard Japan Digital and Airplay Overseas of the Year 2012: Carly Rae Jepsen – Good Time with Owl City
  - Billboard Japan Hot Animation of the Year 2012: Fukujama Maszaharu – Ikiteru ikiteku
  - Billboard Japan Adult Contemporary of the Year 2012: Norah Jones – Happy Pills (siavasze no tokkójaku)
  - Billboard Japan Jazz Albums of the Year 2012: Uehara Hiromi the Trio Project – Move
  - Billboard Japan Classical Albums of the Year 2012: Macui Szakiko – Kokjú szuru Piano
  - Billboard Japan Independent of the Year 2012: Ajaka – The Beginning
  - Billboard Japan Overseas Soundtrack Albums of the Year 2012: Disney – Disney Date: Koe no ódzsi-szama
- Különdíjak
  - New Artist of the Year: Ieiri Leo
  - Daiwa House Special Award (Active Artist of the Year): Bigmama
- Művész kategória
  - Artist of the Year: AKB48
  - Top Pop Artists: AKB48, Amuro Namie, Arasi, Exile, Mr. Children
  - Jazz Artist of the Year: Norah Jones
  - Classical Artist of the Year: Cudzsii Nobujuki
  - Animation Artist of the Year: Mizuki Nana
  - Independent Artist of the Year: Golden Bomber

### 2013
- Slágerlistás kategória
  - Billboard Japan Hot 100 of the Year 2013: AKB48 – Koi szuru Fortune Cookie
  - Billboard Japan Top Album of the Year 2013: Arasi – Love
  - Billboard Japan Hot 100 Airplay of the Year 2013: Daft Punk – Get Lucky feat. Pharrell Williams
  - Billboard Japan Hot 100 Singles Sales of the Year 2013: AKB48 – Szajonara Crawl
  - Billboard Japan Digital and Airplay Overseas of the Year 2013: Daft Punk – Get Lucky feat. Pharrell Williams
  - Billboard Japan Hot Animation of the Year 2013: Linked Horizon – Guren no jumija
  - Billboard Japan Adult Contemporary of the Year 2013: Daft Punk – Get Lucky feat. Pharrell Williams
  - Billboard Japan Jazz Albums of the Year 2013: Jasiro Aki – Joru no Album
  - Billboard Japan Classical Albums of the Year 2013: Ótomo Naoto, Tokiói Szimfonikus Zenekar – Szamuragócsi Mamoru szakkjoku: Kókjó kjokudai 1-ban „Hiroshima”
  - Billboard Japan Independent of the Year 2013: Jazava Eikicsi – All Time Best Album
  - Billboard Japan Overseas Soundtrack Albums of the Year 2013: Universal Pictures – Les Misérables Soundtrack
- Különdíjak
  - New Artist of the Year: Kerakera – Star Loveration
  - Daiwa House Special Award (Active Artist of the Year): Morning Musume
- Művész kategória
  - Artist of the Year: AKB48
  - Top Pop Artists: AKB48, Arasi, Kyary Pamyu Pamyu, Exile, B’z
  - Jazz Artist of the Year: Jasiro Aki
  - Classical Artist of the Year: Ótomo Naoto, Tokiói Szimfonikus Zenekar
  - Animation Artist of the Year: Linked Horizon
  - Independent Artist of the Year: Golden Bomber